# Revista

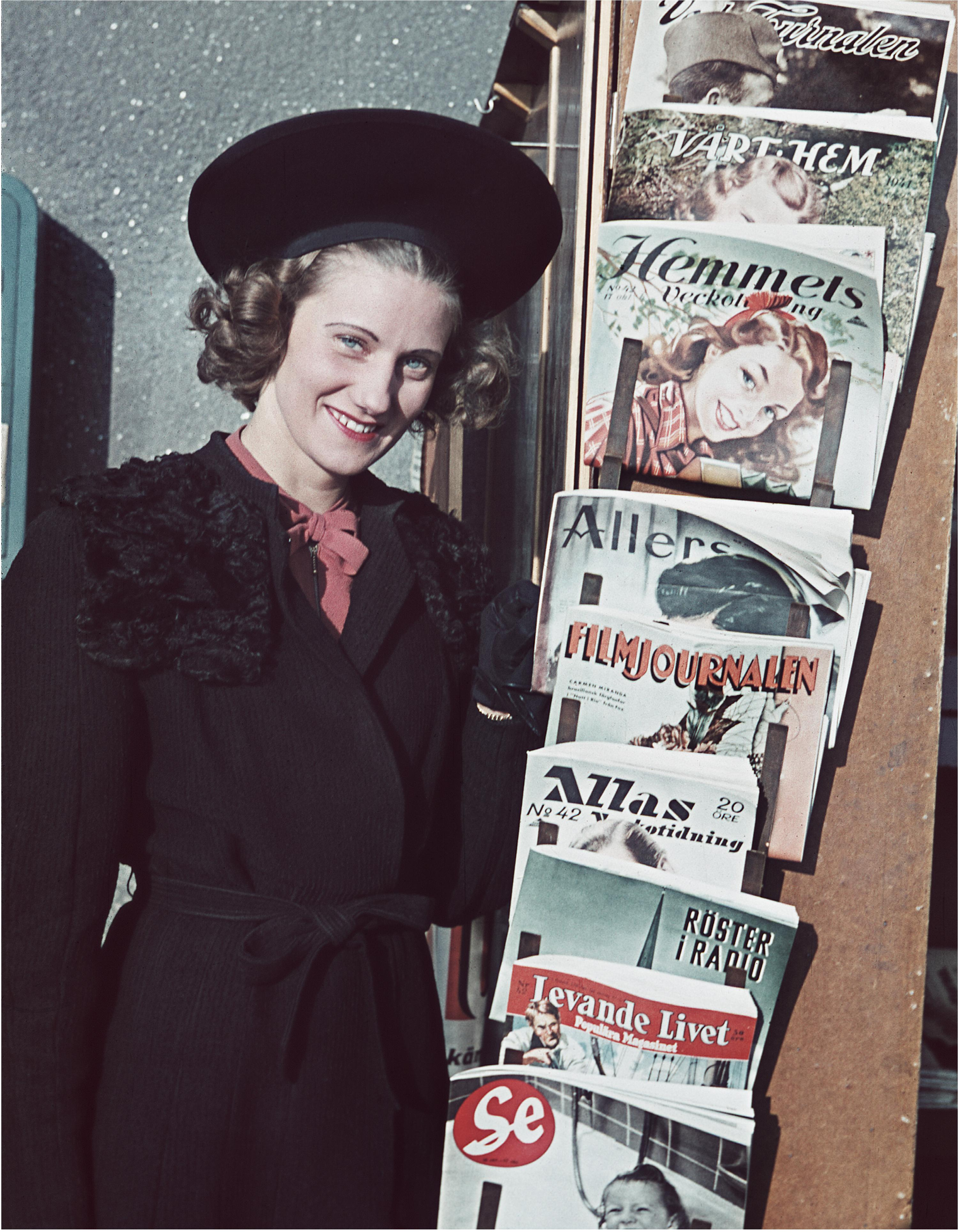
Revistas a la venta en Suecia, 1941.

Una revista,  magacín o magazín (del inglés magazine, y este del francés magasin) es una publicación, pública o privada, de edición periódica. A diferencia de los diarios o periódicos, orientados principalmente a transmitir noticias, las revistas ofrecen un tratamiento algo más exhaustivo de los sucesos o temas que desarrollan, que pueden ser de actualidad o entretenimiento, ya sea de carácter farandulero, cinematográfico, científico, artístico, entre otros. Suelen estar impresas en papel de mejor calidad, con encuadernación más cuidada y mayor espacio destinado a la documentación gráfica. Según el tema en el que se enfoque la revista, traerá contenidos que se suponen de interés general para el público de estas publicaciones.

## Historia
Se puede considerar como antecedente de la "revista" la aparición de publicaciones periódicas en forma de almanaques, que no eran solamente informativos sino que también incorporaban en sus páginas una variedad de material que se consideraba del interés de los lectores.
Una de las primeras fue la publicación alemana Erbauliche Monaths-Unterredungen(Discusiones mensuales edificantes), que apareció entre los años 1663 y 1668. Pronto fueron surgiendo otras con cierta periodicidad en países como Francia, Inglaterra e Italia. Ya en la década de 1670 se dieron a conocer al público algunas revistas de contenido ligero o de entretenimiento. Le Mercure Galant, publicada en 1672 —y que más tarde cambió su nombre a Mercure de France—, fue una de las más conocidas. Por su parte, Joseph Addison y Richard Steele crearon en Gran Bretaña la revista The Tatler (1709-1711), editada tres veces por semana.
A medida que el consumo de revistas se especializaba y diversificaba, su publicación se fue consolidando como una actividad más rentable que la de los periódicos, si bien ambos proceden de un origen similar.

## Tipos de revistas

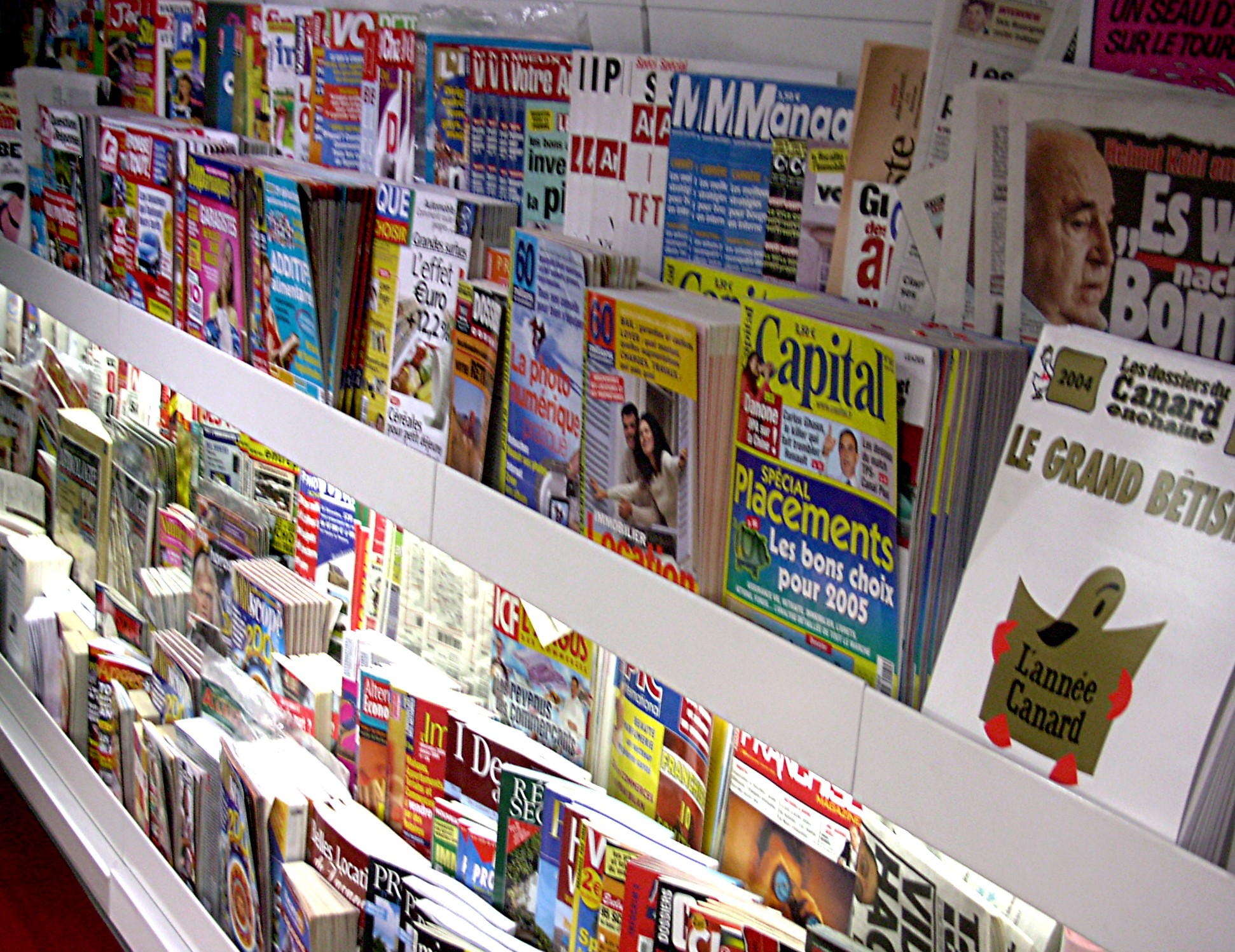
Revistas en Francia, 2004.

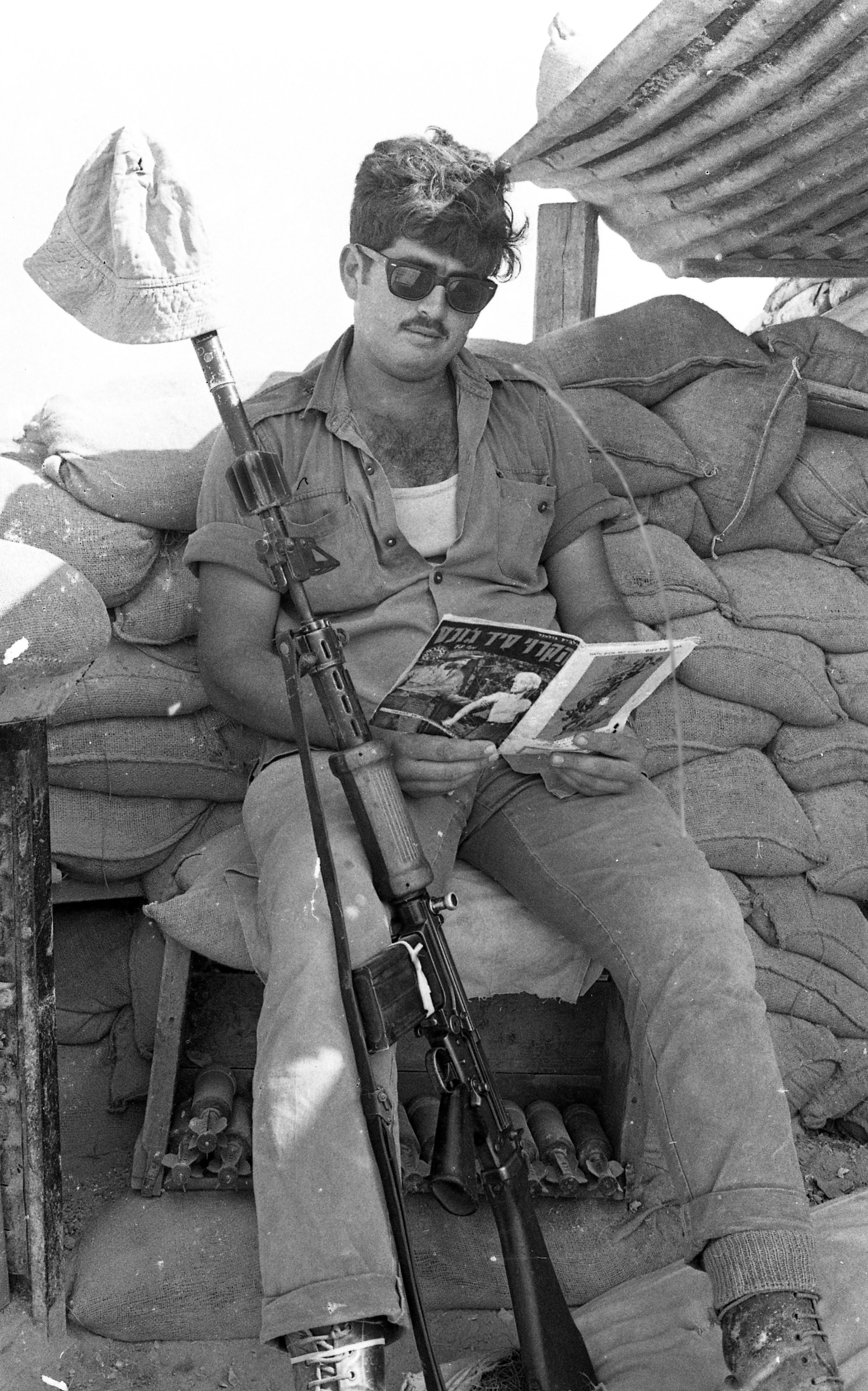
Soldado en tiempo de ocio leyendo una revista, Israel 1969

Las revistas pueden clasificarse en función de diversas variables, como: 
- Por su temática: por ejemplo deportiva, de espectáculos, cocina, viajes, decoración, religiosa, divulgación o política.
- Por segmentos sociales: para niños, jóvenes, adultos, grupos de género
- Por ámbitos profesionales: como científicas, de derecho, empresariales.

### Impresión de revistas
Las revistas se imprimen normalmente en papeles esmaltados para que las imágenes se vean de calidad. El gramaje de las hojas internas debe ser en un papel inferior a la carátula alrededor de 115 y 150 gramos, para la carátula 300 es el gramaje estándar. Además esta se plastifica en brillante para darle mayor durabilidad y consistencia al material.  
También existen dos formas de pegar las hojas a la carátula. Para pocas páginas no mayores a 80 se pueden coser al lomo con ganchos puesto que estos resisten hasta esta cantidad. Para mayores cantidades se pueden pegar las hojas al lomo con adhesivo termofusible (hot melt).

### Revistas en Internet
La Revista en línea está muchas veces basada en ediciones publicadas también en papel, pero la aparición de revistas publicadas a través de un medio digital es una modalidad cada vez más frecuente. Con este formato, se añaden funciones interactivas con el público como, por ejemplo, a través de la inclusión de secciones de discusión y del enlace a fuentes y medios externos.
Gran variedad de revistas monetizan su audiencia mediante la inserción de publicidad en Internet y acuerdos de comercio electrónico, o bien a través de suscripciones con coste.

#### Revistas españolas en Internet
La revista española La guirnalda polar, aparecida en 1996, acuñó el término red-revista para este tipo de publicaciones, en discusión con el grupo de Español Urgente de la agencia de noticias EFE.[cita requerida] En el 2002, el grupo editorial Hachette Filipacchi comenzó la digitalización de sus revistas, tendencia a la que se unieron también algunos de los principales grupos editoriales españoles, como RBA Revistas, G+J, Grupo Zeta. Esto incluyó a las revistas ¡HOLA! o Pronto, que históricamente son las más vendidas en España.

## Variedades

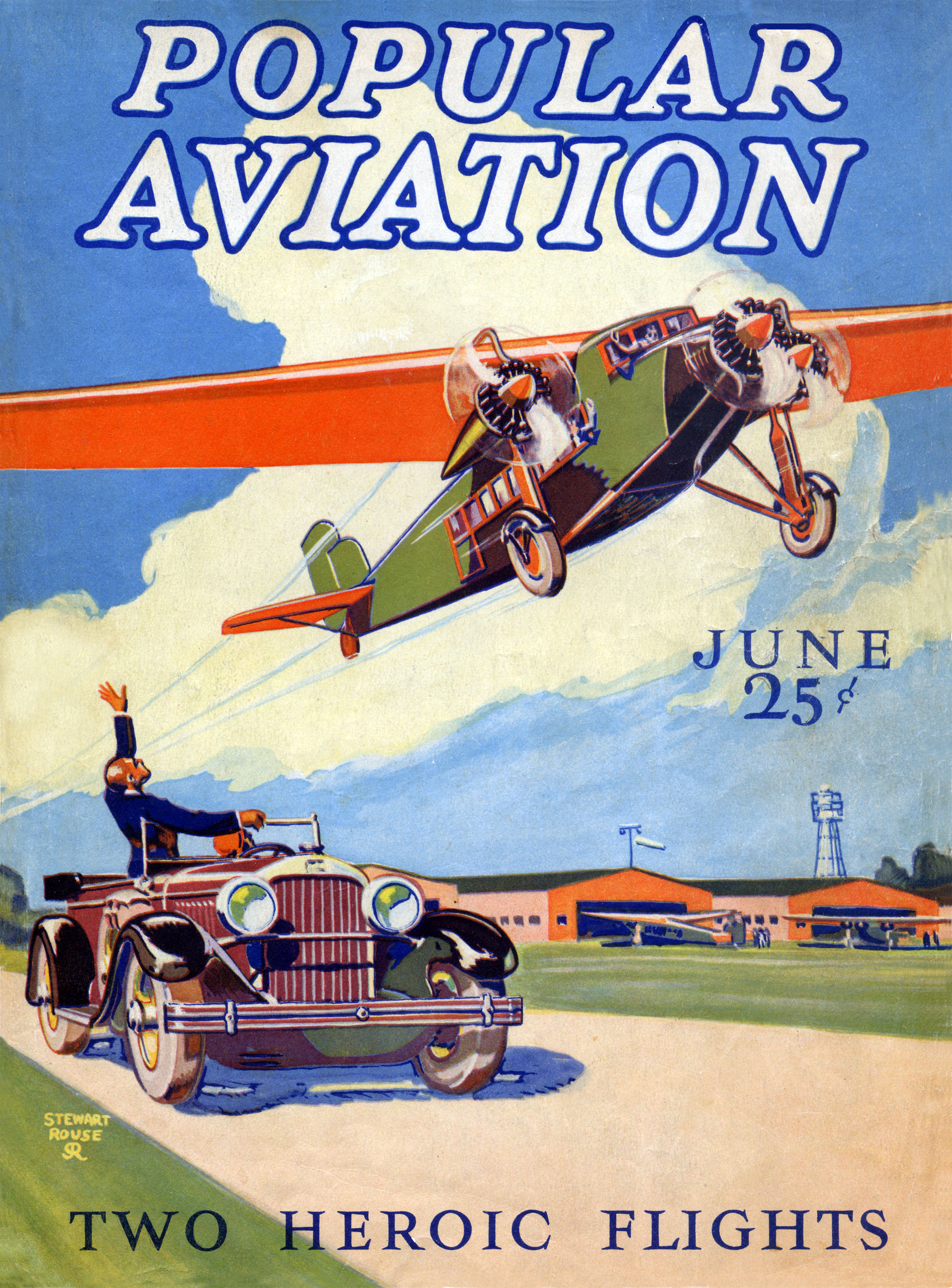
Número de 1928 de Popular Aviation, que se convirtió en la mayor revista de aviación con una tirada de 100.000 ejemplares.

### Dirigidas a mujeres

#### Moda
En la década de 1920, las nuevas revistas atraían a las jóvenes alemanas con una imagen sensual y anuncios de la ropa y los accesorios apropiados que querrían comprar. Las páginas satinadas de Die Dame y Das Blatt der Hausfrau mostraban a la "Neue Frauen", "New Girl", lo que los estadounidenses llamaban la flapper. Esta joven ideal era elegante, económicamente independiente y ávida consumidora de las últimas tendencias. Las revistas la mantenían al día sobre moda, arte, deportes y tecnología moderna, como automóviles y teléfonos.

#### Maternidad
La primera revista femenina dirigida a esposas y madres se publicó en 1852. Mediante el uso de columnas de consejos, anuncios y diversas publicaciones relacionadas con la crianza, las revistas femeninas han influido en las opiniones sobre la maternidad y la crianza de los hijos. Las revistas femeninas de gran tirada han moldeado y transformado los valores culturales relacionados con las prácticas de crianza. Como tales, las revistas dirigidas a las mujeres y la maternidad han ejercido poder e influencia sobre las ideas acerca de la maternidad y la crianza de los hijos.

### Religión
Los grupos religiosos han utilizado las revistas para difundir y comunicar la doctrina religiosa durante más de 100 años. The Friend fue fundada en Filadelfia en 1827 en la época de un importante cisma cuáquero; se ha publicado continuamente y fue rebautizada como Friends Journal cuando los grupos cuáqueros rivales se reconciliaron formalmente a mediados de la década de 1950.
Varias revistas católicas lanzadas a principios del siglo XX que aún permanecen en circulación incluyen; St. Anthony Messenger fundada en 1893 y publicada por los Frailes Franciscanos (OFM) de St. John the Baptist Province, Cincinnati, Ohio, Tidings, con sede en Los Ángeles, fundada en 1895 (rebautizada Angelus] en 2016), y publicada conjuntamente por The Tidings Corporation y la Arquidiócesis de Los Ángeles, y Maryknoll, fundada en 1907 por la Sociedad de Misiones Extranjeras de América que trae noticias sobre el trabajo caritativo y misionero de la organización en más de 100 países. En Estados Unidos se publican más de 100 revistas católicas, y miles en todo el mundo, que abarcan desde mensajes inspiradores a órdenes religiosas concretas, pasando por la vida familiar de los fieles, hasta cuestiones globales a las que se enfrenta la Iglesia en todo el mundo.
La revista principal de los Testigos de Jehová, La Atalaya, fue iniciada por Charles Taze Russell en julio de 1879 bajo el título La Atalaya de Sión y Heraldo de la Presencia de Cristo. La edición pública de la revista es una de las de mayor distribución en el mundo, con una tirada media de aproximadamente 36 millones por número.

### Celebridades, interés humano y cotilleo

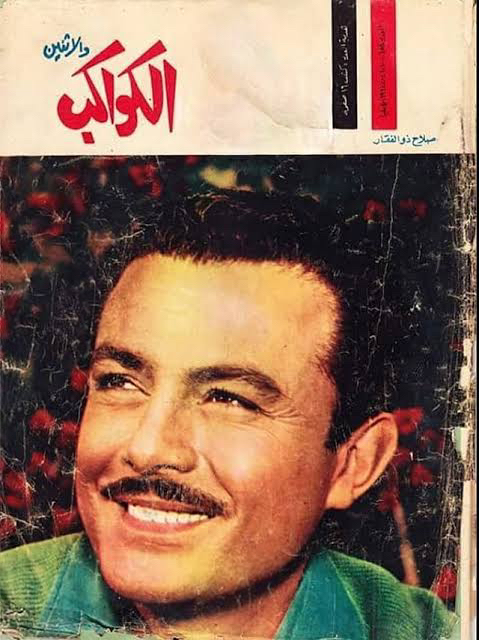
La estrella de cine egipcia Salah Zulfikar en la portada de la revista Al Kawakeb, marzo de 1961.

Las revistas que publican historias y fotos de personas y celebridades de alto perfil han sido durante mucho tiempo un formato popular en Estados Unidos. En 2019, People Magazine ocupó el segundo lugar detrás de ESPN Magazine en alcance total con un alcance reportado de 98,51 millones.

### Profesional
Las revistas profesionales, también llamadas trade magazines, o business-to-business están dirigidas a lectores empleados en industrias concretas. Estas revistas suelen cubrir las tendencias del sector y las noticias de interés para los profesionales del sector. Las suscripciones suelen ir acompañadas de la afiliación a una asociación profesional. Las revistas profesionales pueden obtener ingresos de la inserción de anuncios o publirreportajes de empresas que venden productos y servicios a un público profesional específico. Algunos ejemplos son Advertising Age y Automotive News.

## Distribución

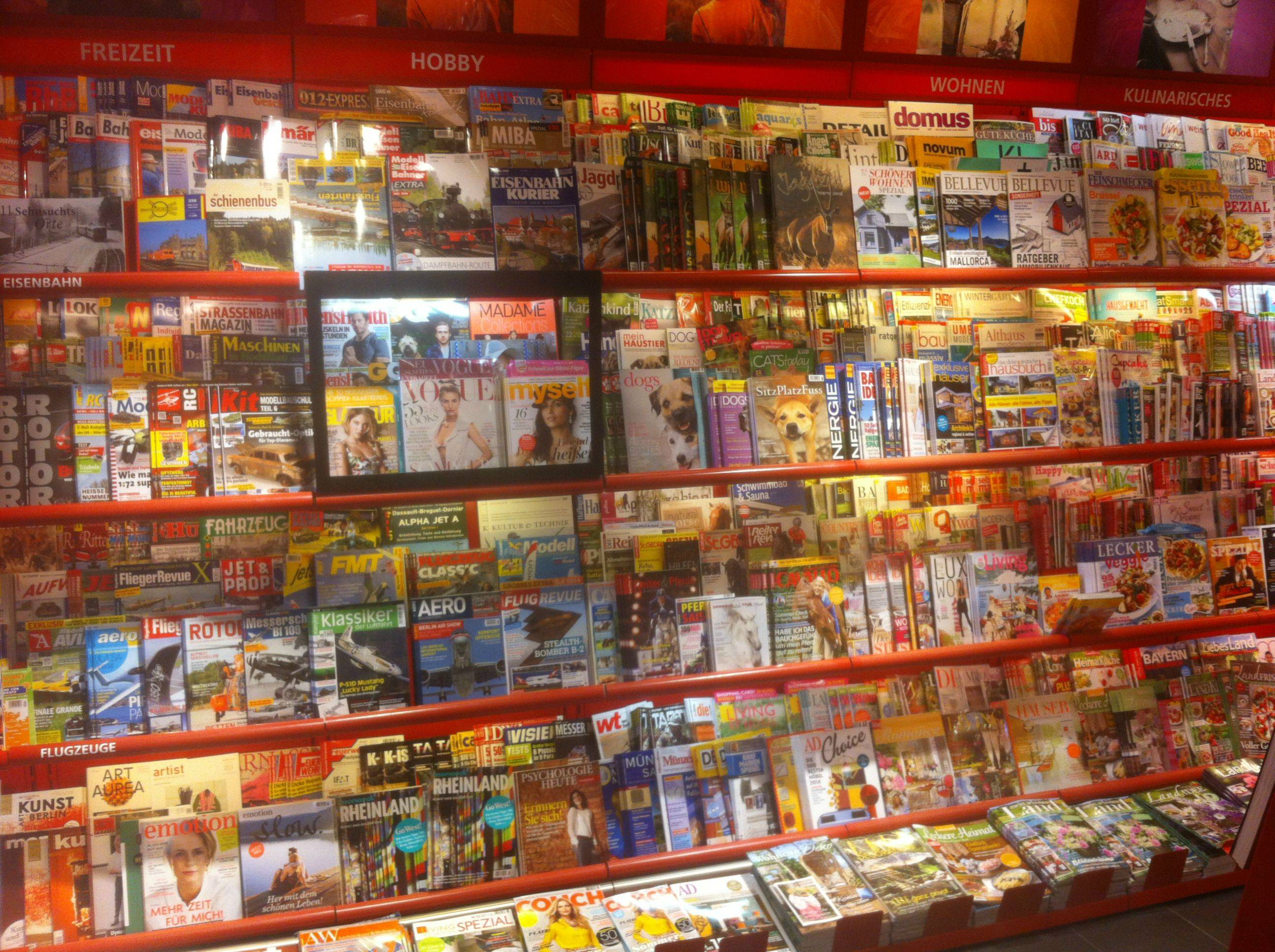
Revistas impresas alemanas.

Las revistas impresas pueden distribuirse a través del correo, mediante ventas en quioscos, librerías u otros vendedores, o mediante distribución gratuita en lugares de recogida seleccionados. Los métodos de distribución electrónica pueden incluir las redes sociales, el correo electrónico, los agregadores de noticias y la visibilidad del sitio web y los motores de búsqueda de una publicación. Los modelos de negocio tradicionales de suscripción para la distribución se dividen en tres categorías principales:

### Circulación paga
En este modelo, la revista se vende a los lectores por un precio, ya sea por número o por suscripción, en la que se paga una cuota anual o un precio mensual y los números se envían por correo a los lectores. La circulación de pago permite estadísticas de lectores definidas.

### Circulación no pagada
Esto significa que no hay precio de portada y los números se regalan, por ejemplo, en dispensadores callejeros, líneas aéreas, o se incluyen con otros productos o publicaciones. Debido a que este modelo implica regalar números a poblaciones no específicas, las estadísticas sólo incluyen el número de números distribuidos, y no quién los lee.

### Circulación controlada
Este es el modelo utilizado por muchas revistas comerciales (publicaciones periódicas basadas en la industria) que se distribuyen sólo a lectores cualificados, a menudo de forma gratuita y determinada por algún tipo de encuesta. Debido a los costes (por ejemplo, impresión y franqueo) asociados al medio impreso, los editores no pueden distribuir ejemplares gratuitos a todo el que lo solicite (clientes potenciales no cualificados); en su lugar, operan con circulación controlada, decidiendo quién puede recibir suscripciones gratuitas en función de la cualificación de cada persona como miembro del sector (y probabilidad de compra, por ejemplo, probabilidad de tener autoridad de compra corporativa, determinada a partir del cargo). Esto permite un alto nivel de certeza de que los anuncios serán recibidos por el público objetivo del anunciante, y evita el despilfarro en gastos de impresión y distribución. Este último modelo se utilizaba mucho antes del auge de la World Wide Web y todavía lo emplean algunas cabeceras. Por ejemplo, en el Reino Unido, varias revistas del sector informático utilizan este modelo, como Computer Weekly y Computing, y en finanzas, Waters Magazine. En el sector de los medios de comunicación mundiales, un ejemplo sería VideoAge International.

### Estados Unidos
- Baughman, James L. Henry R. Luce and the Rise of the American News Media (2001) excerpt and text search
- Brinkley, Alan. The Publisher: Henry Luce and His American Century, Alfred A. Knopf (2010) 531 pp.
  - "A Magazine Master Builder" Book review by Janet Maslin, The New York Times, 19 April 2010
- Damon-Moore, Helen. Magazines for the Millions: Gender and Commerce in the Ladies' Home Journal and the Saturday Evening Post, 1880–1910 (1994)
- Elson, Robert T. Time Inc: The Intimate History of a Publishing Enterprise, 1923–1941 (1968); vol. 2: The World of Time Inc.: The Intimate History, 1941–1960 (1973), official corporate history
- Endres, Kathleen L. and Therese L. Lueck, eds. Women's Periodicals in the United States: Consumer Magazines (1995)
- Haveman, Heather A. Magazines and the Making of America: Modernization, Community, and Print Culture, 1741–1860 (Princeton UP, 2015)
- Johnson, Ronald Maberry and Abby Arthur Johnson. Propaganda and Aesthetics: The Literary Politics of Afro-American Magazines in the Twentieth Century (1979)
- Mott, Frank Luther. A History of American Magazines (five volumes, 1930–1968), detailed coverage of all major magazines, 1741 to 1930 by a leading scholar.
- Nourie, Alan and Barbara Nourie. American Mass-Market Magazines (Greenwood Press, 1990)
- Rooks, Noliwe M. Ladies' Pages: African American Women's Magazines and the Culture That Made Them (Rutgers UP, 2004)
- Summer, David E. The Magazine Century: American Magazines Since 1900 (Peter Lang Publishing; 2010) 242 pages. Examines the rapid growth of magazines throughout the 20th century and analyzes the form's current decline.
- Tebbel, John, and Mary Ellen Zuckerman. The Magazine in America, 1741–1990 (1991), popular history
- Wood, James P. Magazines in the United States: Their Social and Economic Influence (1949)
- Zuckerman, Mary Ellen. A History of Popular Women's Magazines in the United States, 1792–1995 (Greenwood Press, 1998)